# État de necessité
État de necessité è il primo album di Carmen Consoli prodotto per il mercato estero, pubblicato nel 2002.

## Descrizione
Si tratta della versione francese dell'album Stato di necessità che contiene i brani del precedente album con l'aggiunta della versione in lingua francese di Bambina impertinente (che fa anche da singolo apripista all'album), Parole di burro e di una cover di Serge Gainsbourg.
Je suis venue te dire que je m'en vais è stata poi utilizzata qualche anno dopo nella colonna sonora del film Saturno contro di Ferzan Özpetek.

## Tracce
1. Gamine Impertinente
2. Je suis venue te dire que je m'en vais
3. Narcisse
4. Stato di necessità
5. Novembre '99 (L'isola del tesoro)
6. In bianco e nero
7. L'ultimo bacio
8. Il sultano (della Kianca)
9. Amado Señor
10. L'epilogo
11. Orfeo
12. Equilibrio precario
13. Non volermi male
14. Bambina impertinente
15. Parole di burro
  - Orfeo (Unplugged) - traccia fantasma